# Surveyor Generals Corner

Lage und ursprüngliche Benennung der Ecken

Die Surveyor Generals Corner in der Karte der australischen Sommerzeitzonen

Punkt 1 ist das Dreiländereck

Die Surveyor Generals Corner  ist ein Punkt im australischen Outback, an dem die Grenzen der Bundesstaaten Western Australia und South Australia, sowie des Northern Territory, aufeinandertreffen. Er stellt ein Dreiländereck in Bezug auf die genannten australischen Bundesstaaten dar.
1922 wurde eine Vereinbarung zwischen dem damaligen Premierminister William M. Hughes, dem kommissarischen Ministerpräsidenten von South Australia, Sir John George Rice und dem Ministerpräsidenten von Western Australia, Sir James Mitchell geschlossen, die Grenze entlang des 129. östlichen Längengrades festzulegen. Die Grenze sollte von Deakin und Argyle aus vermessen werden. 1963 begann man mit der exakten Vermessung und musste feststellen, dass beide Linien sich niemals genau treffen konnten.
Im Juni 1968 wurden zwei Grenzsteine an dem Ort aufgestellt, wo beide Linien sich treffen sollten; sie liegen etwa 127 m auseinander. An der Einweihungszeremonie nahmen die obersten Landvermesser von Western Australia, South Australia und dem Northern Territory teil. Nach einem Vorschlag des Director of National Mapping wurden die Punkte in den Dokumenten der beiden Bundesstaaten und des Bundesterritoriums als Surveyor Generals Corner bezeichnet.
Seit dem 7. März 2003 ist der Zugang zu dieser Gegend nach einem Beschluss der Gemeinde Irrunytju (Wingellina), auf deren ursprünglichem Gebiet die Surveyor Generals Corner liegt, beschränkt. Der Zugang ist nur mehr im Rahmen geführter Touren möglich und die Besucher benötigen zusätzlich zum üblichen Great Central Road Transit Permit eine spezielle Genehmigung. Die nächstgelegene Siedlung ist Kalka in South Australia, das am Gunbarrel Highway einige Kilometer südlich liegt.
An der Surveyor Generals Corner gibt es – ebenso wie an der Poeppel Corner und der Cameron Corner – dreimal hintereinander den Jahreswechsel, weil dort drei Zeitzonen zusammenstoßen.